# BIKE-off-ROAD Challenge
BIKE-off-ROAD Challenge - ежегодная открытая приключенческая велосипедная гонка, проводимая в Московской области с мая 2005 года. Дистанция гонки преимущественно проходит вне населённых пунктов и вне дорог с твёрдым покрытием. В гонке участвуют велосипедисты разного уровня подготовки: как любители так и спортсмены.

## История
Впервые гонка проводилась в мае 2005 года в одном классе в двух зачётах (двойки и одиночки), дистанция гонки составила около 100 км и проходила на севере Московской области между Ленинградским и Ярославским шоссе. Количество участников тогда составило чуть больше 30 человек. 
 Уже в мае 2006 года на участие в гонке зарегистрировалось более 200 человек. Участники разделились на 2 класса: дневной зачёт (дистанция приблизительно 70-80 км) и общий зачёт (дистанция более 120 км) по 5 зачётов в каждом. 

19-20 мая 2007 года на старт вышли более 500 человек. Участники разделились на 3 класса по 5 зачётов. Гонка проводилась в Рузском районе Московской области. 

В 2008 году гонка проводилась дважды. 24-25 мая в гонке стартовали около 600 человек  в 3-х классах по 5 зачётов. Гонка проводилась в Рузском районе Московской области. 11-12 ноября гонка состоялась в Луховицком районе. 

В 2009 году гонка проводилась дважды. 23-24 мая в гонке приняли участие около 600 человек. 14-15 ноября на старт вышли около 200 человек. Осенняя гонка проводилась в районе д. Аксеново Раменского района Московской области. 

В 2010 году гонка проводилась возле населённого пункта Семхоз Сергиево-Посадского района Московской области 22-23 мая. На старт вышли более 600 человек. 

С 2011 года организатором гонки становится тарасовский велоклуб "Тарантас". Гонка состоялась 18-19 июня в районе города Красноармейск Московской области и была посвящена 50-летию полёта Ю. А. Гагарина в космос. В гонке приняли участие более 500 человек. 

26-27 мая 2012 года гонка проходила в окрестностях города Воскресенск Московской области. В гонке приняли участие около 650 человек. 

8-9 июня 2013 года гонка проходила в Ступинском и Серпуховском районах Московской области и была посвящена 400-летию подвига Ивана Сусанина. В гонке принял участие 721 человек. 

31 мая - 1 июня 2014 года гонка проходила в Орехово-Зуевском районе Московской области. На старт вышли 826 участников.

## Положение гонки
В гонке участвуют команды из одного или двух человек в 3-х классах: Про, Эксперт, Лайт. Каждый класс разбивается на 5 зачётов: одиночки мужчины (М), одиночки женщины (Ж), двойки мужчины (ММ), двойки женщины (ЖЖ), смешанные двойки (МЖ). Гонка состоит из прохождения командами участников дистанции с преодолением разнообразных естественных препятствий (в том числе водных), дистанция задана контрольными пунктами (КП). КП отмечены на карте, которая выдаётся каждому участнику на старте. Количество контрольных пунктов в разных классах отличается. Наибольшее количество КП у класса Про, наименьшее - у класса Лайт. Порядок взятия контрольных пунктов произвольный. Время прохождения дистанции ограничено. Наибольшее время (24 часа) у класса Про, наименьшее (6 часов) - у класса Лайт. За посещение контрольного пункта команде начисляется одно очко. Побеждает в гонке в каждом зачёте команда набравшая наибольшее количество очков за наименьшее время.

## Особенности гонки
- Старт и финиш гонки совпадают.
- Кроме ориентирования по карте в гонке, зачастую, присутствуют т.н. спецэтапы в которых контрольный пункт явно не указан на карте, а для его нахождения надо решить какую-либо головоломку.